# أدالبرت جوراث الأب
أدالبرت جوراث الأب (7 يوليو 1915 – 1 أكتوبر 1990) هو مبارز بالسيف روماني راحل، مثّل بلاده في الألعاب الأولمبية الصيفية 1952.

## روابط خارجية
أدالبرت جوراث الأب على موقع أوليمبيديا (الإنجليزية)